# Rabbiner in Freudental
Im 18. und 19. Jahrhundert waren die Rabbiner aus Freudental zugleich religiöses Oberhaupt für sämtliche jüdische Gemeinden im württembergischen Unterland, welche keine eigenen Rabbiner beschäftigen konnten.

## Rabbiner Isaak (um 1735)
Im Judenedikt von 1731 wurde der Gemeinde Freudental zugestanden, Gemeindebedienstete anzustellen. Im Zuge dieses Prozesses fiel die Wahl auf den Rabbiner Isaak (der Name seines Vaters ist nicht überliefert), der seit spätestens 1737 gemeinsam mit seiner Frau und drei Kindern in Freudental wohnte. Eine erste Erwähnung des Rabbiners Isaak findet sich 1737 bei einer jüdischen Hochzeit in Ludwigsburg, bei der der Rabbiner die Hochzeitszeremonie vollzog. Da für die Hochzeit aber keine Erlaubnis der Regierung eingeholt worden war, wurde sowohl die Familie als auch der Rabbiner zu einer erheblichen Geldstrafe verurteilt. Es war für Rabbiner Isaak unmöglich, diese Summe aufzubringen, weshalb er sogar für eine gewisse Zeit inhaftiert wurde. Es ist nicht bekannt, wie lange Rabbiner Isaak in Freudental verblieben ist. Der Name eines Rabbiners taucht jedenfalls nicht in der Liste der Freudentaler Juden von 1755 auf.

## Rabbiner Alexander Nathan Elsässer (1769–1817)
Im Jahr 1769 wurden seitens der Freudentaler Gemeinde Bestrebungen unternommen, einen neuen Rabbiner in der Gemeinde zu etablieren. Lippmann Moses, der damalige Sprecher der jüdischen Gemeinde, kontaktierte den in Aldingen ansässigen Rabbiner Alexander Nathan Elsässer und fragte ihn, ob er ein Interesse daran hätte, nach Freudental zu kommen. Der Rabbiner zeigte sich positiv gestimmt und reagierte auf den Ruf nach Freudental, da er die Gemeinde als attraktiver empfand als Aldingen und sich dadurch bessere finanzielle Einnahmen erhoffte. Unverzüglich begann Elsässer, zusätzliche Aufgaben in den umliegenden Gemeinden zu übernehmen. Nachdem er auch von anderen Gemeinden als Autorität anerkannt wurde, wandte er sich 1788 an den württembergischen Herzog mit dem Anliegen, sämtliche Aufgaben eines Rabbiners bei den Juden des Herzogtums zu übernehmen. Allerdings stieß dieses Vorhaben aus verschiedenen Gründen bei einigen betroffenen Gemeinden auf Widerstand, weshalb die Angelegenheit nicht recht vorankam. Schließlich geriet das Gesuch durch den Tod des Herzogs Carl Eugen im Jahr 1793 wohl in Vergessenheit. Im Jahr 1805 fand zwischen Rabbiner Elsässer und dem späteren König Friedrich I. in Freudental eine Begegnung statt, bei der erneut die Frage eines „Oberlandrabbiners“ thematisiert wurde. Daraufhin wurde Rabbi Alexander Elsässer zum fürstlichen württembergischen Oberlandesrabbiner ernannt. Im Alter von 85 Jahren verstarb Rabbiner Alexander Nathan Elsässer am 17. April 1816 in Freudental und wurde auf dem neuen Friedhof der jüdischen Gemeinde beigesetzt, der nur wenige Jahre zuvor angelegt worden war. Der Grabstein des Rabbiners ist noch erhalten, jedoch ist er eingesunken, sodass nur ein Teil der Inschrift zu lesen ist. Zum Schluss des lesbaren Teils heißt es: „Die Ehre Gottes hat ihn eingesammelt. Wohltätigkeit möge vor ihm wandeln...“

## Rabbinatsverweser Samuel Mayer (1817–1821)
Die jüdische Gemeinde in Freudental stand nach dem Tod von Rabbiner Alexander Nathan Elsässer vor der Herausforderung, eine neue Führungspersönlichkeit zu finden. Zunächst wurde das Rabbinat in Freudental nicht ständig besetzt, jedoch übernahm Samuel Mayer, der seit seiner Heirat mit der ältesten Tochter des verstorbenen Rabbiners im Jahr 1794 in Freudental lebte, die Rolle des Rabbinatsverwesers. Mayer half seinem Schwiegervater bereits zu Lebzeiten bei seinen Amtsverpflichtungen und war somit ein naheliegender Kandidat als zumindest provisorischer Nachfolger. Rabbinatsverweser Samuel Mayer starb bereits vier Jahre nach dem Tod seines Schwiegervaters am 1. Januar 1821 in Freudental und wurde auf dem Freudentaler Friedhof beigesetzt.

## Rabbiner Joseph Mayer Schnaittacher (1821–1834)
Es ist unklar, wie Joseph Mayer Schnaittacher als neuer Rabbiner von Freudental ausgewählt und eingesetzt wurde. Allerdings ist belegt, dass er im Jahr 1821 eine Anfrage aus Freudental erhielt und positiv auf diese reagierte. Die Gemeinde von Freudental war mit ihrer Wahl zufrieden. Nachweisbar ist, dass Mayer in den folgenden Jahren seine Aufgaben als Rabbiner vollständig erfüllt hat und die Mitglieder der Gemeinde mit seiner Arbeit zufrieden waren. Joseph Mayer war aufgrund des frühen Todes seiner ersten beiden Frauen insgesamt dreimal verheiratet. Seine dritte Frau, Sara geb. Levi, stammte aus Freudental und war 38 Jahre jünger als er. Sie lebte bis zu ihrem Tod am 2. Juni 1881 in Freudental. Trotz dreier Ehen blieb Joseph Mayer Schnaittacher ohne Nachkommen. Joseph Mayer hatte die volle Unterstützung seiner Gemeinde, aber seine offizielle Rabbinatszeit endete bereits nach wenigen Jahren. Dies war auf eine neue Gesetzesbestimmung zurückzuführen, die 1828 in Württemberg verabschiedet wurde. Nach dieser Bestimmung musste jeder Rabbiner nicht nur die mosaische Theologie, sondern auch allgemeine Vorbereitungswissenschaften an einer Universität studieren und hierüber gute Zeugnisse vorweisen können. Keiner der bisher in Württemberg tätigen Rabbiner konnte ein solches Studium nachweisen, und so verlangte die Israelitische Oberkirchenbehörde in Stuttgart im Vollzug der neuen Gesetzgebung eine Überprüfung der Qualifikation aller Rabbiner. Obwohl Rabbiner Joseph Mayer im Oktober 1833 einen Antrag auf eine fünfjährige Frist zur Fortbildung seiner Kenntnisse stellte, wurde dieser abgelehnt. Ende März 1834 musste Rabbiner Joseph Mayer Schnaittacher mit fünf anderen Rabbinern in Stuttgart die Prüfung ablegen. Leider hatte Mayer bei diesen Prüfungen keine Chance. Aufgrund „durchaus unzureichender Kenntnisse“ wurde er anschließend sofort aus dem Dienst entlassen. Dennoch genoss er weiterhin hohes Ansehen und wurde als rabbinische Autorität geschätzt. Er blieb weitere 27 Jahre bis zu seinem Tod 1861 in Freudental. Rabbiner Joseph Mayer Schnaittacher wurde auch als Wundertäter angesehen. Es wird berichtet, dass er einmal einen Brand in Freudental gelöscht haben soll, indem er ein „Beckenlaible“ (ein Brot) in das Feuer warf und dabei sagte, dass es nun genug gebrannt habe. Während der Tod von Rabbiner Joseph Mayer 1861 in der „Allgemeinen Zeitung des Judentums“ eher sachlich erwähnt wurde, wurde sein Grabstein in Freudental mit überschwänglichem Lob beschrieben: „Das Licht seiner Weisung strahlte über uns und er saß auf dem Lehrstuhl in unserer Gemeinde mehr als 40 Jahre; und dann ist er berufen worden zum allerhöchsten himmlischen Lehrsitz.“

## Vertretung durch Rabbiner Seligmann Grünwald (Lehrensteinsfeld) (1834–1836)
Für eine Übergangszeit übernahm einer der Prüfer von Joseph Mayer, der bisherige Braunsbacher Rabbiner Seligmann Grünwald, die Vertretung. Er wird weiter unten beschrieben, da er von 1844 bis 1856 noch einmal in Freudental amtierte.

## Rabbinatsverweser Juda Manasse Henlein (1836–1838)
Juda Manasse Henlein wird im Februar 1836 Rabbinatsverweser in Freudental und bekommt von seinem Vorgänger das Rabbinatssiegel übergeben. Über ihn ist nur wenig aktenkundig, allerdings wird sein rascher und unrühmlicher Abgang erwähnt. Gegen ihn wurde wegen des „Verdachts betrüglichen Schuldenmachens“ ermittelt. Henlein wartete den gesetzten Termin der Übergabe an seinen kommissarischen Nachfolger nicht ab, sondern übergab die Amtsregistratur an den damaligen Gemeindevorsteher und verließ Freudental vorzeitig im Mai 1838.

## Rabbiner Dr. Maier Hirsch (1838–1841)
Nachfolger von Henlein wird Dr. Maier Hirsch, der wiederum nicht lange in Freudental blieb, weil er sich alsbald auf die Rabbinerstelle in Braunsbach (Hohenlohe) bewarb. Für die Zeit der Vakanz übernahm der Freudentaler Lehrer Seligmann Levi die Vorsängeramtsfunktionen, das Predigen, den Religions- und Konfirmandenunterricht wie auch die Leitung der Beratungen des Vorsteheramts. Er durfte aber keine Hochzeiten und „Konfirmationen“ (gemeint sind Bar-Mizwa-Feiern) abhalten.

## Rabbinatsverweser Löw Amson (1841–1844)
Für eine weitere kurze Amtszeit kam der frisch examinierte Löw Amson als Rabbinatsverweser im Oktober 1841 nach Freudental. Er stand zwischen der ersten und zweiten Dienstprüfung und es sind von seiner Amtszeit so große Schwierigkeiten überliefert, dass sich sogar die Israelitische Oberkirchenbehörde wegen „Beleidigung der Amtsehre des Rabbinatsverwesers Amson durch Kirchenvorsteher Lippmann Mayer in Freudental“ einschalten musste.

## Rabbiner Seligmann Samson Grünwald (1844–1856)
1844 wurde Seligmann Samson Grünwald Rabbiner in Freudental. Er war nach dem Urteil seines Kollegen Rabbiner Abraham Wälder „nicht der Mann, der sich von einer festgefassten bessern Überzeugung abbringen ließ. Geradeaus auf das Ziel lossteuernd, weder rechts noch links schauend, ohne Ansehen der Person, suchte er seiner Meinung Geltung zu verschaffen. Dies war es, was ihm von vielen Seiten Abneigung und Anfeindung zuzog.“ Grünwald war häufiger in Streitereien verwickelt, sowohl innerhalb seiner Gemeinden als auch mit Israelitischen Oberkirchenbehörde selbst.
Als Grünwald von der anstehenden Neubesetzung des Rabbinats Freudental hörte, teilte er der Israelitischen Oberkirchenbehörde sofort sein Interesse mit. Er wollte nur unter der Bedingung nach Freudental kommen, dass ihm und seiner Familie eine ausreichende Wohnung und ein angemessenes Gehalt in Aussicht gestellt werde. Außerdem erstritt er sich die Umzugskosten von Lehrensteinsfeld nach Freudental mit dem Hinweis darauf, dass auch evangelischen Pfarrern die aus dienstlichem Interesse anstehenden Umzüge erstattet würden.
Seit seinem Dienstantritt in Freudental schrieb Rabbiner Grünwald regelmäßig Briefe an die Israelitische Oberkirchenbehörde und bat um eine Gehaltserhöhung – seine finanzielle Situation schien im Laufe der folgenden Jahre nicht leichter geworden zu sein. In seiner gut zwölfjährigen Amtszeit hat er mehrere wohltätige Einrichtungen geschaffen. Man schätzte seine Predigten, mehrere wurden gedruckt. Grünwald starb mit 55 Jahren nach längerer Krankheit am 12. Mai 1856 in Freudental. Er wurde auf dem jüdischen Friedhof beigesetzt. Trotz seiner etwas schwierigen Persönlichkeit hat er auch Freunde gefunden.

## Rabbiner Moses Haas (1857–1887)
Die offensichtlich nicht unattraktive Stelle wurde noch im Mai 1856 in der „Allgemeinen Zeitung des Judentums“ ausgeschrieben, worauf sich verschiedene Bewerber mit ihren akademischen und rabbinischen Zeugnissen bewarben. Die Israelitische Oberkirchenbehörde wählte Kreisrabbiner Moses Haas aus Hofgeismar in Kurhessen aus, der am Schabbat, 21. November 1857 festlich eingeführt wurde. Dazu waren auch der evangelische Pfarrer, der Ortsvorsteher und der Oberamtsverweser aus Besigheim gekommen. Allerdings blieben die Vorsteher der israelitischen Gemeinden Aldingen und Hochberg aus Protest gegen die kurz zuvor erfolgte Zuteilung ihrer Gemeinden zum Rabbinat Freudental der Feierlichkeit fern.
Rabbiner Moses Haas hat allem Anschein nach in den folgenden fast 30 Jahren eine rundum hervorragende Arbeit als Rabbiner der Gemeinde und des Rabbinatsbezirkes gemacht. Während seiner Amtszeit sah die jüdische Gemeinde mit 49 Familien und 377 Mitgliedern ihre Blütezeit. Danach ging die Zahl der jüdischen Einwohner durch Aus- und Abwanderung allmählich und dann immer schneller zurück. Nach langer Dienstzeit starb der Bezirksrabbiner am 26. Juni 1887. Juden und Christen begleiteten den Sarg zum Friedhof, seine Beerdigung war ein bewegendes Ereignis für ganz Freudental. Auf seinem Grabstein steht: „Seine Lehre sprudelte aus seinem Mund, und er mehrte Weisheit und Moral dem aufmerksamen Ohr... Er liebte den Frieden, und jagte dem Frieden nach, er liebte seine Gemeinde und näherte Alte und Junge der Tora und den guten Taten, und seine Sprüche flossen wie sprudelndes lebendiges Wasser“

## Mitverwaltung durch das Bezirksrabbinat Stuttgart (1887–1942)
Nach dem Tod von Rabbiner Moses Haas erhielt Freudental keinen eigenen Rabbiner mehr. Auch die Zahl der jüdischen Gemeindeglieder in den bisher zu Freudental gehörenden Gemeinden war zurückgegangen, sodass diese Gemeinden nun dem Bezirksrabbinat Stuttgart zugeteilt wurden. Formal blieb das Rabbinat Freudental bestehen und der Vorsänger oder Lehrer in Freudental übernahm unter dem Stuttgarter Bezirksrabbiner das Amt des Rabbinatsverwesers. Für Aufgaben, die dem Rabbiner vorbehalten waren, blieb der Stuttgarter Bezirksrabbiner zuständig.
Bis 1930 war die Zahl der Jüdinnen und Juden auf 50 Personen gesunken, viele davon flohen auf Betreiben des jungen Lehrers Simon Meisner. 1942 wurden die letzten in Freudental verbleibenden älteren jüdischen Personen über den Nordbahnhof Stuttgart deportiert; damit endet die Geschichte der jüdischen Gemeinde in Freudental.